# 이성열 (가수)
이성열(李成烈, 1991년 8월 27일 ~ )은 대한민국의 가수이자 배우이며, 대한민국의 보이 그룹인 인피니트의 서브보컬을 맡고 있다. 인피니트의 유닛인 인피니트F의 가수다. 그리고 같은 소속사의 골든차일드의 이대열의 친형이며, 이모는 배우 윤유선이다.

## 학력
- 풍덕초등학교 (졸업)
- 수지중학교 (졸업)
- 서원고등학교 (졸업)
- 호서대학교 연극영화과 (학사)

## 음반
| 앨범 번호 | 앨범 정보                        | 트랙 리스트                         |
| --------- | -------------------------------- | ----------------------------------- |
| 1         | 《靑》 - 발매일: 2014년 12월 1일 | 1. 가슴이 뛴다 2. 너라서 3. My Girl |

## 음반 외 활동

### 드라마
- 2011년 SBS 저녁 일일연속극 《당신이 잠든 사이》 ... 윤소준 역
- 2013년 KBS2 드라마 스페셜 연작시리즈 4 《사춘기 메들리》
- 2014년 KBS2 금요 청춘드라마 《하이스쿨 러브온》 ... 황성열 역
- 2015년 JTBC 금토 미니시리즈 《디 데이》 ... 안대길 역
- 2017년 ~ 2018년 KBS1 저녁 일일연속극 《미워도 사랑해》 ... 홍석표 역
- 2023년 MBC 금토 미니시리즈 《넘버스 : 빌딩숲의 감시자들》 ... 심형우 역
- 2024년 KBS2 주말드라마 《다리미 패밀리》 ... 최형철 역

### 웹예능
- 2025년 유튜브 《집대성》

### 영화
- 《0.0MHz》 (2019년) - 상엽 역
- 《인턴형사 오견식》 (2019년) - 오견식 역
- 《기억의 시간》 (2021년) - 정우진 역

### 홍보대사
- 2011년 - 2011~2014 교복 엘리트 광고모델
- 2012년 - 2012 의류 브랜드 EDIQ 광고모델
- 2012년 - 2012 유니세프 We are Strong 홍보대사
- 2012년 - 2012 부산 롯데호텔 홍보모델
- 2012년 - 2012 삼성 갤럭시 플레이어 5.8 광고모델
- 2013년 - 2013 삼성 갤럭시 노트3, 갤럭시 기어 브랜드송
- 2013년 - 2013~2015 롯데 펩시 광고모델
- 2013년 - 2013 롯데 나뚜루팝 광고모델
- 2015년 - 2015 KBEE 한류 상품 박람회 홍보대사
- 2015년 - 2015 캐릭터 라인선싱 페어 홍보대사
- 2016년 - 2016~ 홍대 아만티 호텔 홍보모델

### 캠페인
- 유니세프(UNICEF) 생일기부 캠페인[3]